# 全超寺
全超寺（ぜんちょうじ）は、栃木県大田原市にある曹洞宗の寺院。山号は長栄山。本尊は釈迦三尊。

## 歴史
この寺は、1690年（元禄3年）大田原高清が材庵電染を開山として創建したのに始まる。

## 墓所
- 大田原高清 - なお、大田原高清の墓は市内光真寺にもある。